# Aglaia glabrata
Aglaia glabrata är en tvåhjärtbladig växtart som beskrevs av Teijsm. & Binn.. Aglaia glabrata ingår i släktet Aglaia och familjen Meliaceae. Inga underarter finns listade i Catalogue of Life.